# Тахир, Камель
Камель Тахир (араб. كمال طاهر‎; 11 января 1945, Bologhine, Французский Алжир — 11 января 2023) — алжирский футболист, играл на позиции вратаря. В составе «Кабилии» трёхкратный чемпион Алжира.

## Биография

### Клубная карьера
В 1964 году Тахир перешёл в «УСМ Алжир», в составе которого отыграл пять сезонов и два раза доходил до финалов Кубка Алжира в 1969 и 1970 годах. В 1971 году перешёл в «Кабилию», в составе которого отыграл шесть сезонов. В составе этого клуба он выиграл три чемпионских титула и Кубок Алжира в 1977 году. Завершил игровую карьеру в 1977 году.

### Карьера в сборной
Дебютировал за сборную Алжира 24 ноября 1971 года в матче со сборной Ливии — та встреча закончилась со счётом 0:0. Всего за сборную Алжира сыграл 11 матчей.

### Смерть
Скончался 11 января 2023 года в день своего 78-летия.

## Достижения
«Кабилия»
- Чемпион Алжира (3): 1972/73, 1973/74, 1976/77
- Обладатель Кубка Алжира (1): 1976/77